# Jordán Bruno Genta
Jordán Bruno Genta (Buenos Aires, 2 de octubre de 1909-Buenos Aires, 27 de octubre de 1974) fue un escritor y filósofo nacionalista católico argentino, profesor de filosofía y letras durante 40 años. Incursionó en el periodismo y escribió numerosos libros de amplia difusión en el nacionalismo católico. Fue rector del Instituto Nacional del Profesorado (en Buenos Aires).

## Biografía
Genta nació en la ciudad de Buenos Aires el 2 de octubre de 1909, como segundo hijo varón de Carlos Luis Genta (anarquista, ateo y anticlerical) y Carolina Coli. Recibió el nombre de Jordán Bruno en homenaje a Giordano Bruno, un monje italiano a quien la Inquisición condenó a muerte en 1600 acusándolo de herejía.
En 1933 egresó de la Facultad de Filosofía y Letras de la Universidad de Buenos Aires. En 1934 inició su carrera como docente de La Universidad Nacional del Litoral donde ejerció la cátedra de Lógica, Epistemología, Crítica del Conocimiento, Sociología y Metafísica. En ése entonces inició un proceso de conversión primeramente al cristianismo y posteriormente al catolicismo. 
En el año 1936 se implantó en la provincia de Buenos Aires, bajo el gobierno de Manuel Fresco, una reforma a la enseñanza primaria consistente en reducir el ciclo de estudios generales a cuatro grados dejando los dos últimos para un ciclo de pre-aprendizaje basado en cursos de industria, comercio, agricultura, ganadería, quehaceres domésticos, etc. [cita requerida]Paralelo a la reforma, el gobierno creó un Instituto Nacional del Profesorado destinado a la preparación pedagógica de los docentes en el marco adecuado para las finalidades que la reforma pretendía. 
Este instituto estaba regido por un grupo de intelectuales vinculados al nacionalismo católico, entre los cuales se encontraba Genta. Los propósitos que la documentación oficial asignaba a esta entidad incluían, ”... evitar el peligro (...) que la reforma, en su ejecución, pueda transformar los valores instrumentales con que tiene que operar, en fines y derivar a objetivos practicistas que la desnaturalizarían, malogrando la bienhechora influencia espiritual que está llamada a desarrollar”. (Véase Ministerio de Gobierno. Reforma Educacional en Buenos Aires. La Plata, 1937, págs. 255-260).
En 1943 fue designado interventor de la Universidad Nacional del Litoral (Argentina) por la dictadura emergente del golpe del 4 de junio de ese año. Sus tendencias políticas le valieron amplias críticas en un documento editado en su contra y firmado por el movimiento radical FORJA, lo que lo llevó a un enfrentamiento con Arturo Jauretche y el breve encarcelamiento de este último. En 1944 inició a desempeñarse como Rector del Instituto de Profesorado de Buenos Aires. En 1946 fundó una cátedra privada de filosofía, en la que enseñó hasta su muerte, en 1974. 
En sus obras, Genta promovía la jerarquización del saber y la promoción de los estudios técnicos en el marco de la metafísica de la filosofía tradicional aristotélico-tomista y el espíritu católico. En el marco de esta jerarquización del saber, los estudios técnicos debían estar al alcance del conjunto de la población, al igual que la cultura humanística de orientación católica. Prontamente las universidades fueron puestas al servicio de este proyecto político-académico. La intervención de la Universidad del Litoral, bajo el rectorado de Jordán Bruno Genta, inició el programa de transformación de las casas de estudio, entre las medidas estaban las cesantías y persecuciones a profesores y estudiantes.
Adhirió brevemente junto a liberales y a marxistas, al régimen de la dictadura Revolución Libertadora, golpe de Estado perpetrado contra el gobierno constitucional de Perón. Poco después, desencantado con el rumbo que tomaba el gobierno de facto, redactaría un panfleto titulado La masonería y el comunismo en la revolución del 16 de septiembre.
Fue uno de los predicadores más exacerbados contra la democracia, obsesionado por combatir tanto a la izquierda como al liberalismo e instaurar en la Argentina un modelo en que la Iglesia y las Fuerzas Armadas fueran sus pilares. En 1964 se editó  Guerra Contrarrevolucionaria (cuya redacción original en fascículos data de 1962), texto de formación política destinado a los cuadros de la Fuerza Aérea, primero, y a las otras armas, después. Al año siguiente, 1965, agotada rápidamente la primera, aparece la segunda edición y en 1971 la tercera. En 1969 publica una Edición crítica del Manifiesto Comunista. Siguen Seguridad y desarrollo (1970), Principios de la Política (1970), El Nacionalismo argentino (1972) y, su último libro, Opción política del cristiano (1973). También fue profesor en la Fuerza Aérea de temas como Heroísmo, Arquetipos, Cristianismo, Filosofía y Metafísica, siendo notable su influencia sobre los pilotos, al punto de que después de la Guerra de Malvinas comenzó a hablarse del "Factor Genta".
Más tarde  fue regente del Instituto de Enseñanza Privada Santa Rita.

### Asesinato
La mañana del domingo 27 de octubre de 1974, Genta fue acribillado de once balazos frente a su familia al salir de su casa hacia su Parroquia. El autor del atentado fue un guerrillero, apoyado por otros que se desplazaban en un vehículo del Ejército Revolucionario del Pueblo-22 de agosto. Días después del asesinato, esta organización emitió un comunicado sobre la autoría del crimen, donde se hacía referencia también a la muerte de Alberto Sacheri.

## «Factor Genta»
El Factor Genta fue presentado en el libro Una cara de la Moneda. Pretende explicar la excelente determinación en combate de los pilotos de la Fuerza Aérea Argentina durante la Guerra de Malvinas. 
En el mencionado libro, editado por el diario británico Sunday Times, se habló por primera vez del «Factor Genta» en la guerra de Malvinas, término acuñado en los papers de la Inteligencia inglesa. De acuerdo con sus autores, P.Eddy, M. Linklater y otros periodistas ingleses, en la década del ´60, la prédica nacionalista del filósofo argentino Jordán Bruno Genta inspiró a los futuros pilotos egresados de la Escuela de Aviación Militar de Córdoba, y se tradujo en las proezas alcanzadas por estos durante la guerra del 82.
El periodista Nicolás Kasanzew interrogó a varios aviadores de destacada actuación durante la guerra quienes reconocieron la influencia que había ejercido en la Escuela de Aviación Militar Jordán Bruno Genta; particularmente a través de los instructores.

## Obras
- Existe un archivo de 90 audios de sus enseñanzas y discursos[8]
- Acerca de la libertad de enseñar y de la enseñanza de la libertad (1945)
- El Filósofo y los sofistas (editado, 1949)
- La idea y las ideologías (1949)
- La masonería en Argentina 1850-1950 (1949)[9]
- La masonería y el comunismo. (1955)[10]
- Libre examen y comunismo (1961)
- Guerra contrarrevolucionaria (1964)[11]
- Edición crítica del «Manifiesto comunista» (1969)[12]
- Principios de política (editado en 1970)

- Jordán Bruno Genta y la gesta de Malvinas» (1982)
- Testamento político (editado en 1984)